# Alexandra Olaya-Castro
Alexandra Olaya-Castro (Bogotá, 30 de março de 1976) é uma física teórica colombiana, professora do Departamento de Física e Astronomia da University College London, conhecida por trabalhos no ramo da física quântica em processos biomoleculares, como a pesquisa sobre efeitos quânticos na fotossíntese.
Em 2016, foi laureada com a Medalha Maxwell, prêmio de física teórica, por contribuições na teoria dos efeitos quânticos em sistemas biomoleculares.

## Ensino
Olaya-Castro, atualmente ministra o curso de teoria quântica avançada, com a participação de alunos intercolegiados da University College London, Kings College London, Queen Mary University of London e Royal Holloway College.